# Zamość
Zamość ([ˈzamɔɕt͡ɕ]ⓘ, en latín: Zamoscia) es una ciudad del sureste de Polonia, situada en el Voivodato de Lublin (desde 1999). A alrededor de 20 kilómetros de la ciudad se encuentra el Parque nacional Roztocze.
El centro histórico se incluyó en la lista de ciudades Patrimonio de la Humanidad de la Unesco (en 1992).

## Historia
Zamość fue fundada en el año 1580 por el Canciller y Hetman (jefe del ejército de la República de las Dos Naciones (formada por Polonia y Lituania) Juan Zamoyski, en la ruta comercial que unía Europa del Oeste y del Norte con el Mar negro. Modelada a semejanza de las ciudades comerciales italianas y construida durante la época barroca por el arquitecto Bernardo Morando, nativo de Padua, Zamość sigue siendo un ejemplo de ciudad del Renacimiento de finales del siglo XVI que mantiene su disposición original y sus fortificaciones y un buen número de edificaciones que combinan la arquitectura italiana y la tradicional centroeuropea.
En 1594 se funda en la ciudad la Academia Zamoyski. Rápidamente se convirtió en una de las instituciones más importantes de enseñanza superior de Polonia. 
Durante las Particiones de Polonia en el siglo XVIII, Zamość cayó bajo control de Austria para, posteriormente, pasar a ser parte del Gran Ducado de Varsovia en 1809.  
El 19 de noviembre de 1813 fue tomada por el Imperio ruso, tras un largo asedio de nueve meses. 
En la década de 1820, los rusos ampliaron las fortificaciones de la ciudad, con un gran perjuicio estético para la misma, y muchos de sus edificios pasaron a ser de uso militar. 
En 1822, unos 2.500 judíos vivían en Zamość (55% de la población total); para 1890 el porcentaje era de un 62%. Se concentraban en el comercio y abastecimiento de las barracas militares de Zamość. En 1939, aproximadamente 12.000 judíos vivían en Zamość (60% la población del pueblo). 
En 1942, la ciudad de Zamość, debido a su fértil tierra negra, fue escogida para ser colonizada por alemanes por el Gobierno General Nazi como parte del Plan General del Este (plan nazi de colonización de los territorios ocupados de Europa Central durante la Segunda Guerra Mundial). Los invasores alemanes planearon la recolocación de al menos 60.000 personas de etnia alemana en el área antes del final de 1943 y renombraron la ciudad como Himmlerstadt (la ciudad de Himmler). En junio/julio de 1943 se realizó una operación denominada Wehrwolf I y II por la que cerca de 110.000 personas de 297 aldeas fueron enviadas a campos de concentración o esclavizadas en Alemania. Unos 30.000 niños fueron recolocados en familias alemanas para ser germanizados.
Hasta 1943 los alemanes consiguieron asentar 8.000 colonos, número que aumentó tras las expulsiones en 1944.  El antiguo Presidente de Alemania Horst Köhler nació en una familia de colonos alemanes en Skierbieszów.
Tras la Segunda Guerra Mundial Zamość inició un periodo de desarrollo aprovechando la recuperación de las antiguas rutas comerciales entre Alemania y Ucrania y los puertos del mar Negro.
Entre los años 1975 y 1998, Zamość fue la capital del Voivodato de Zamosc. Con la reforma realizada en 1999 pasó a formar parte del Voivodato de Lublin.

### Campo de concentración nazi: Rotunda
Zamość cuenta con una edificación de forma circular construida entre los años 1825 y 1831 que estaba fuera de las fortalezas de la ciudad, este edificio recibe el nombre de Rotunda.
Durante la ocupación nazi, en 1939 se usó como lugar para ejecuciones individuales, pero a partir de 1940, los nazis lo usaron para ejecuciones masivas, ejecutando docenas de personas al día. Estas ejecuciones formaban parte de la misión de acabar con los intelectuales polacos.
A partir de noviembre de 1942, Rotunda fue considerado también un campo de transición para los prisioneros, aquellos que eran capturados estaban durante varios días en el campo de concentración, en condiciones infrahumanas, antes de que la decisión de trasladarlos o asesinarlos era tomada.
Se estima que unas 40.000 personas estuvieron encarceladas en Rotunda, y unas 8000 fueron asesinadas. 
En el centro de Rotunda hay una placa de metal en memoria de las víctimas, con el siguiente texto: Aquí los criminales nazis quemaron los cuerpos de los prisioneros de de Rotunda, que acabaron asesinando. Descansen en paz.
En la carretera que lleva hasta el centro de la fortificación se encuentran las tumbas de las víctimas de la guerra, cuyos cuerpos han sido traídos a Rotunda, desde distintas partes de Zamość. 
Se estima que hay un total de unas 45.000 personas enterradas.
Actualmente Rotunda está abierto y puede ser visitado, incluidas las celdas donde se encarceló a miles de personas.

#### Fotos de Rotunda

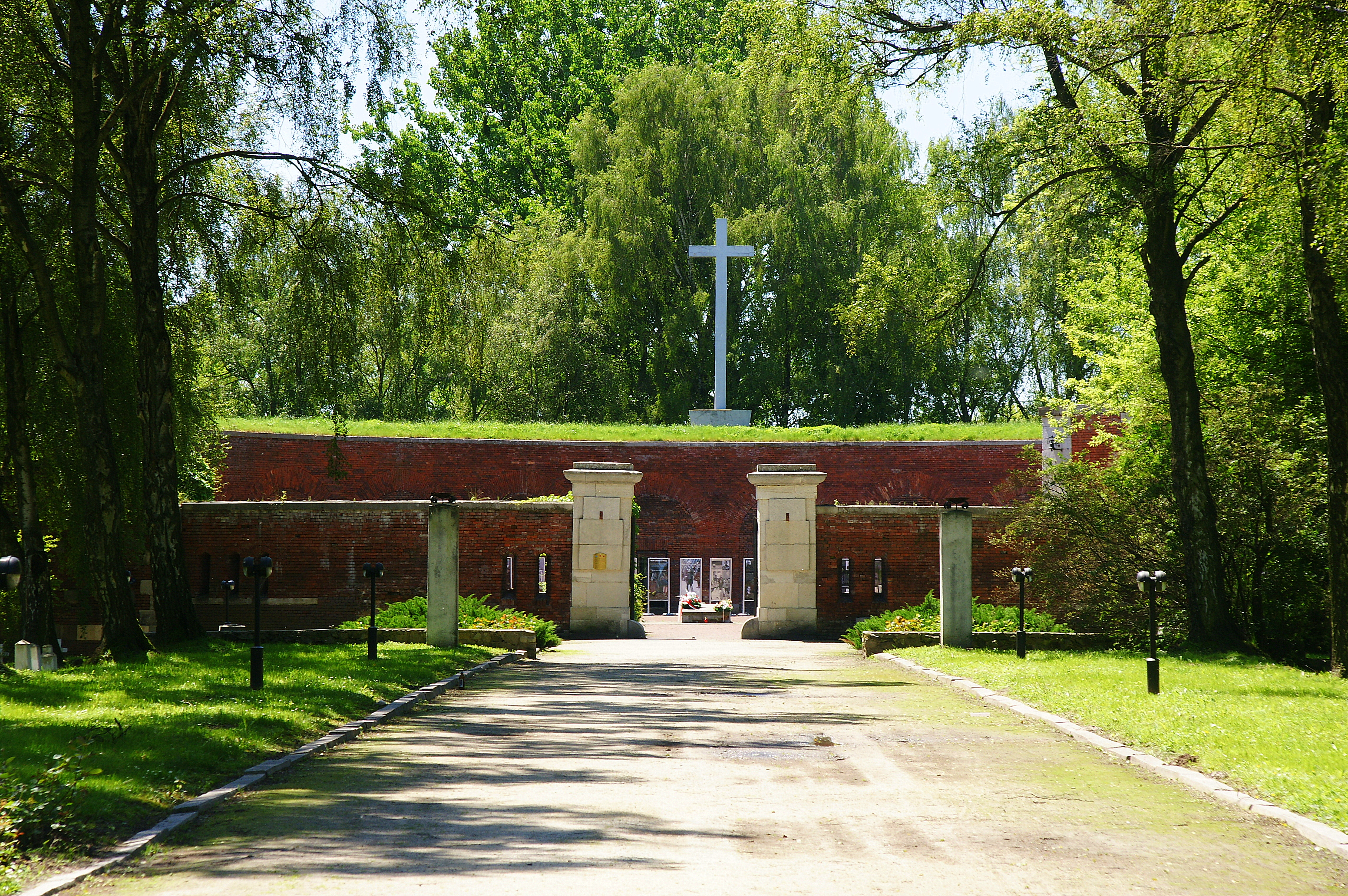
Rotunda Zamość. Entrada
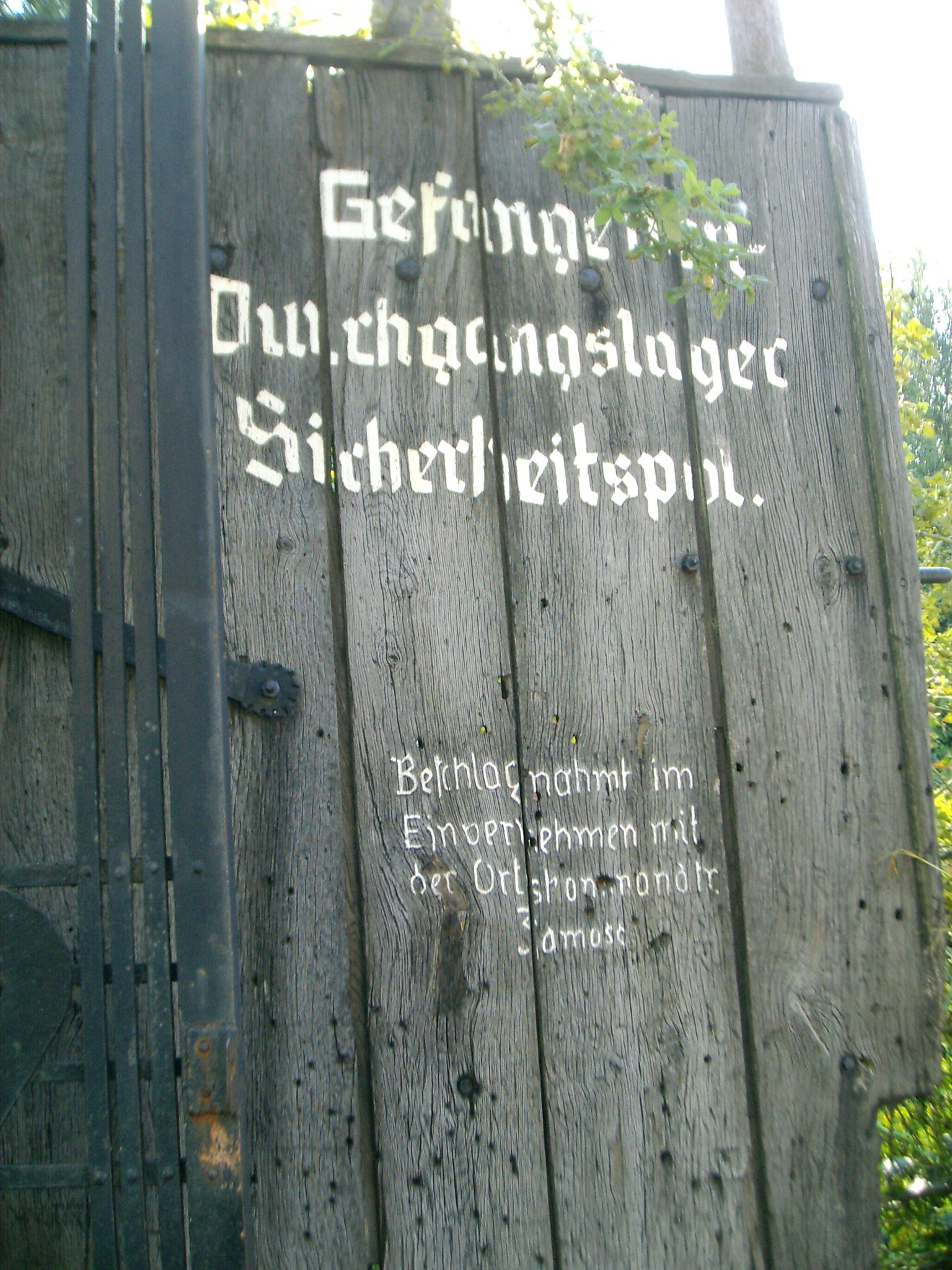
Puerta principal de Rotunda. Campo temporal para los prisioneros.
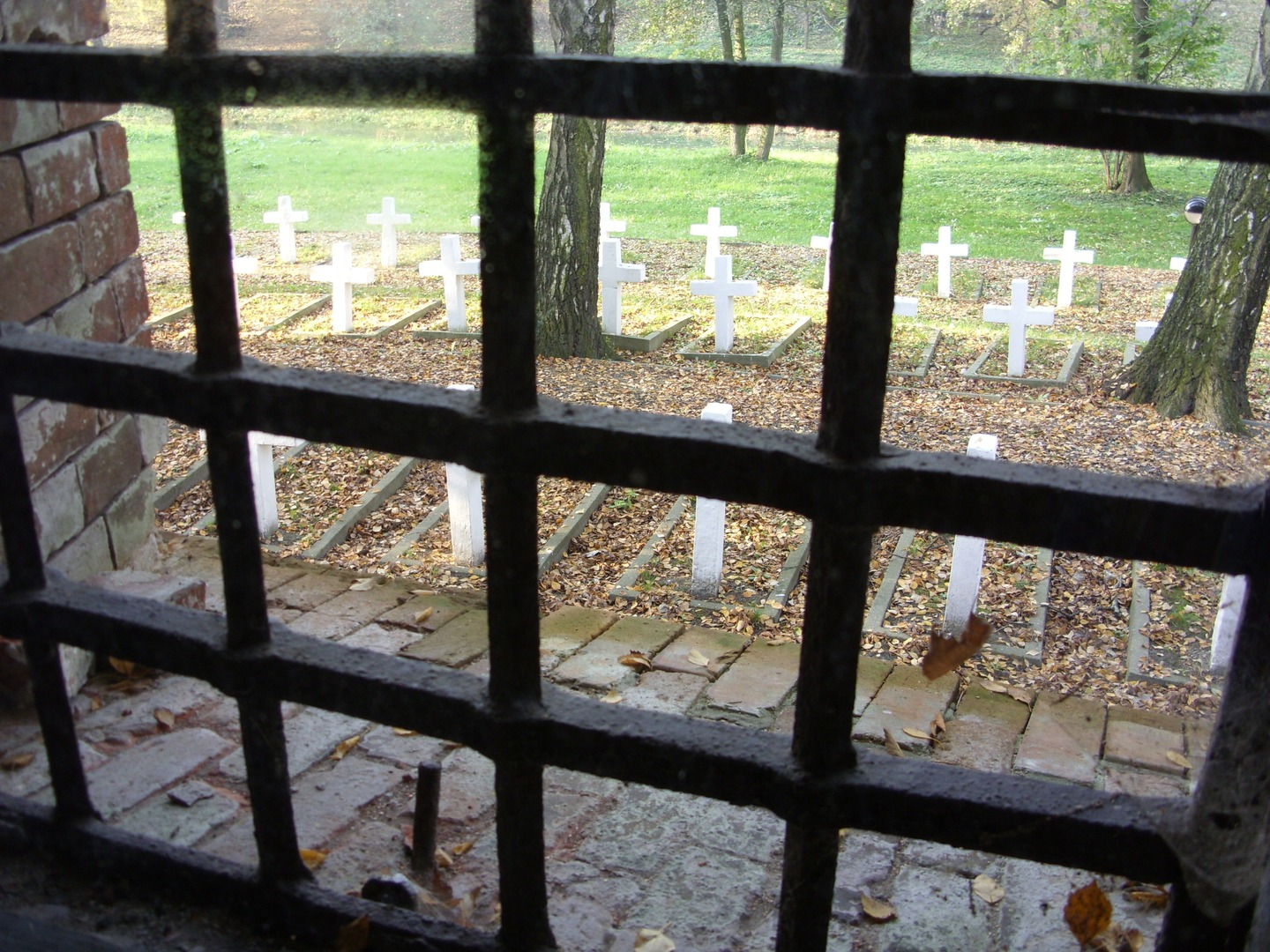
Vista del cementerio, desde el interior.
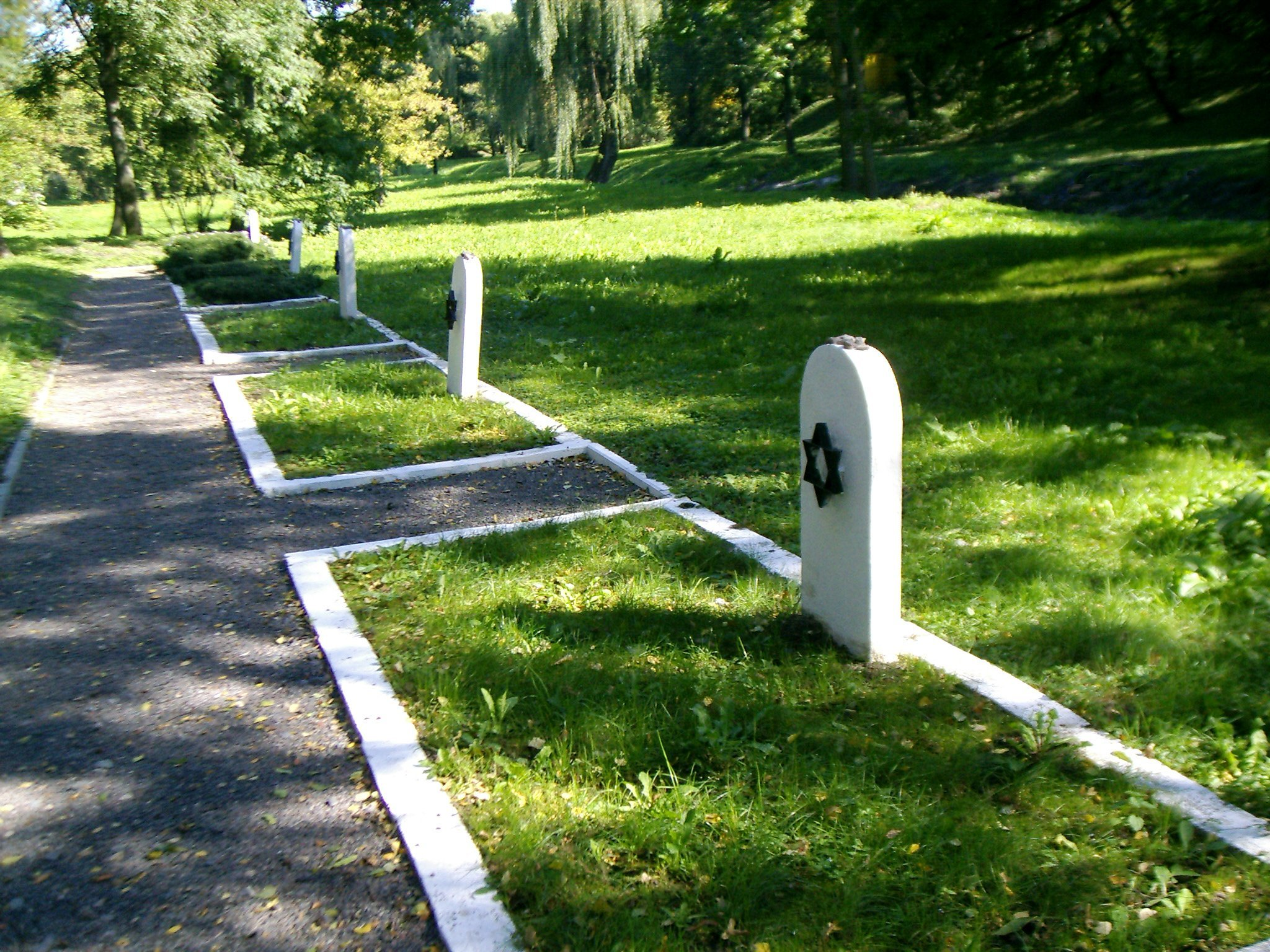
Zona de las víctimas judías.
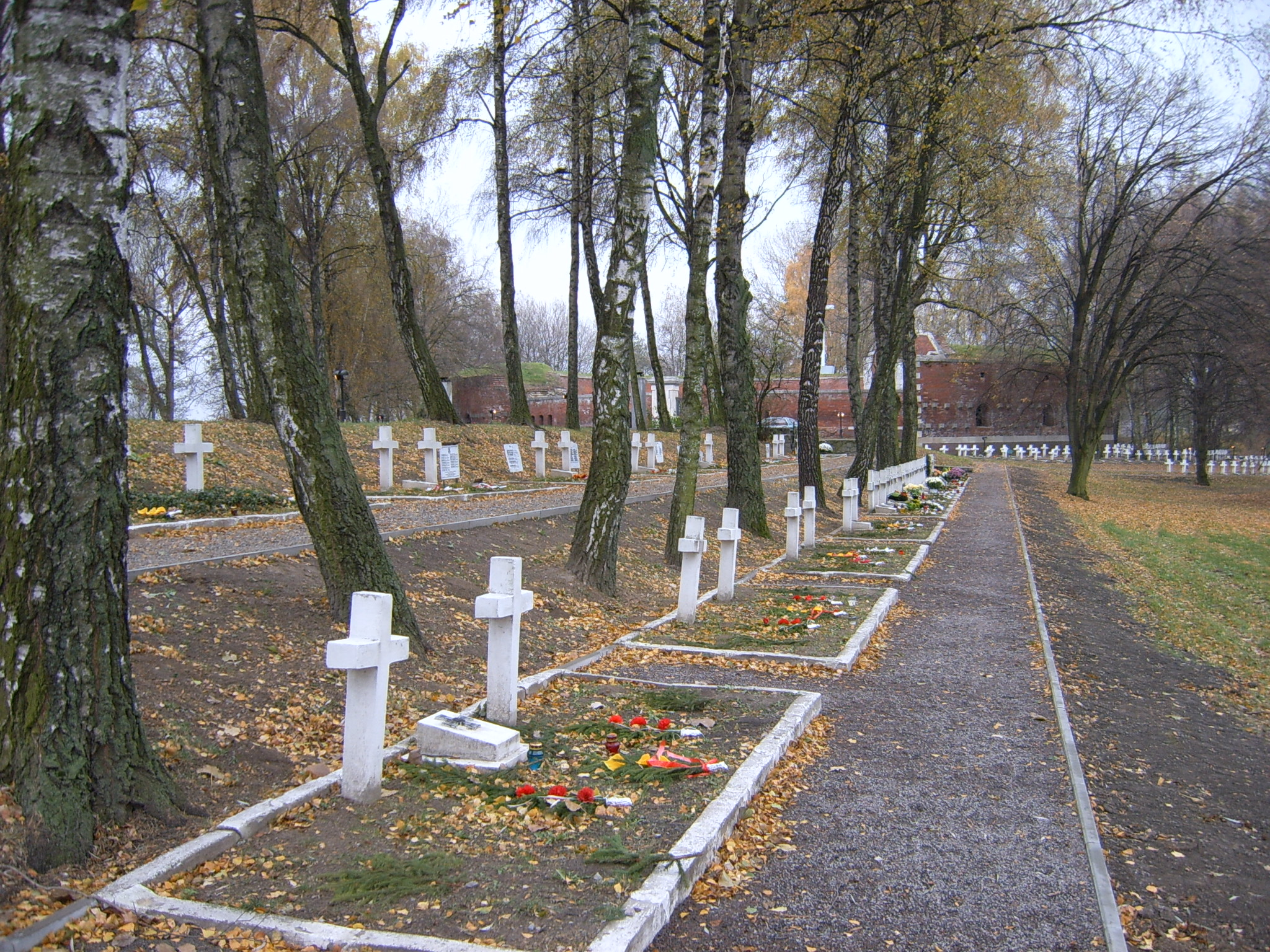
Zona de las víctimas del ejercito polaco asesinadas en septiembre del años 1939 durante la invasión de Polonia.
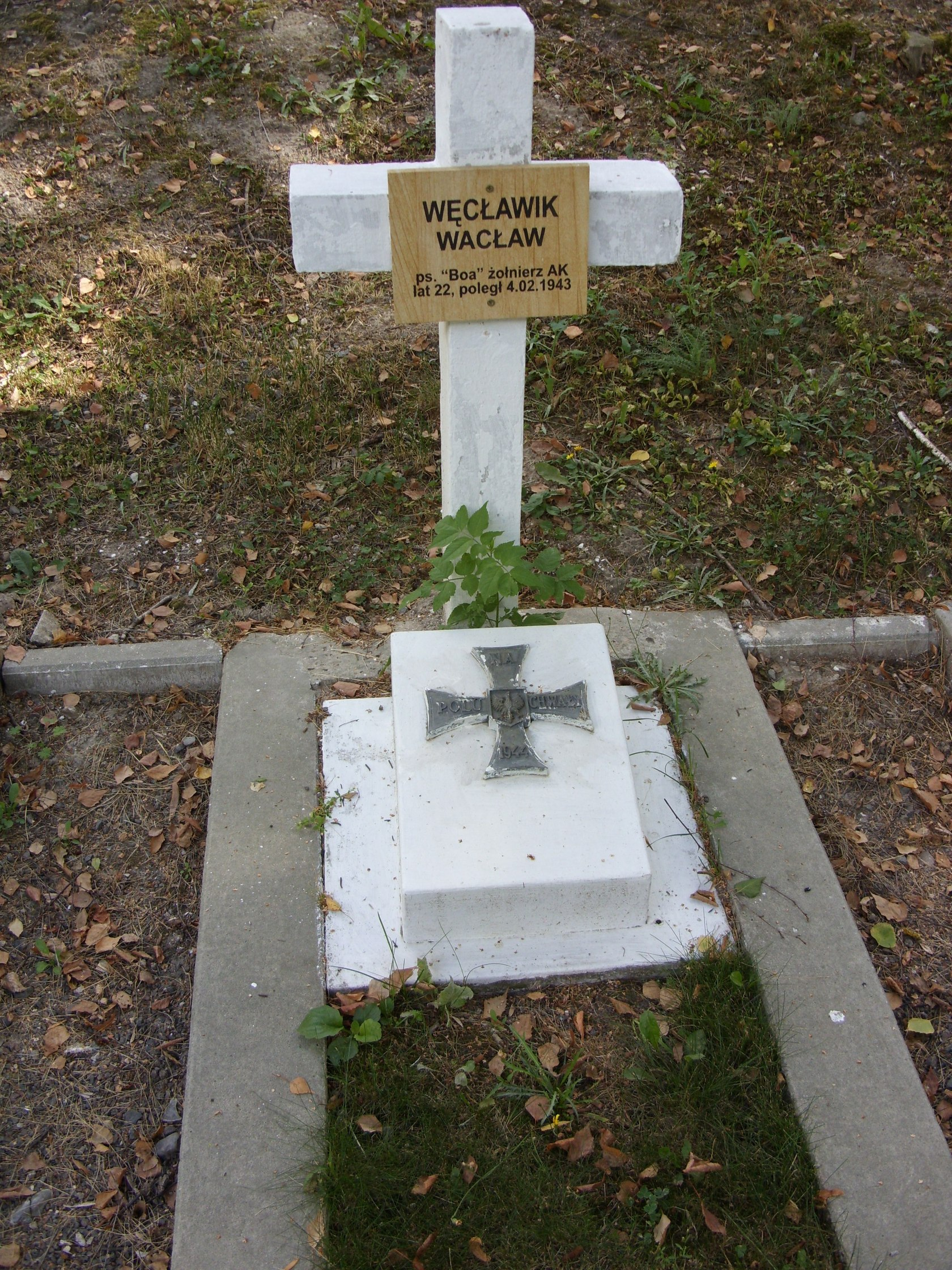
Tumba de Węcławik Wacław, soldado polaco de 22 años.
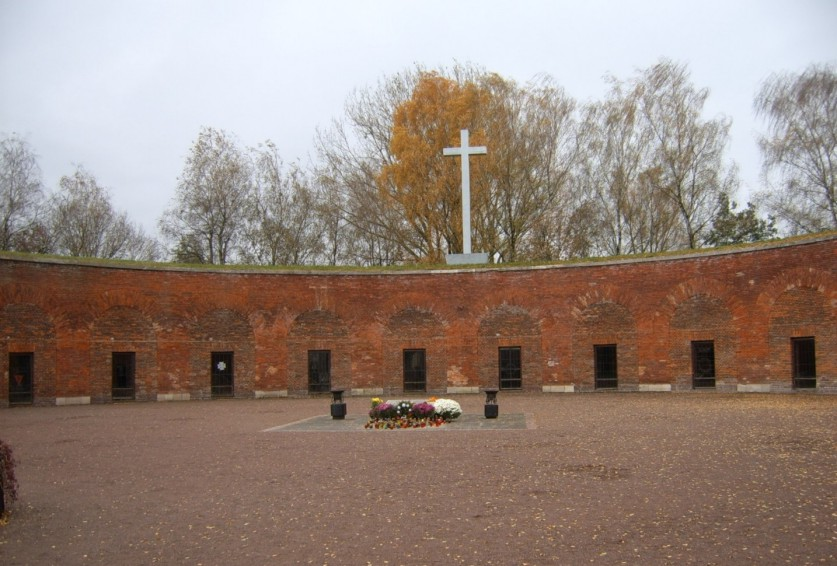
Interior de Rotunda.

## Economía
La ciudad está situada en la línea de ferrocarril entre Ucrania y las minas de carbón y sulfuro de la Alta Silesia. La frontera con Ucrania está situada a 60 kilómetros.

## Educación
Zamość tiene una larga historia en materia de educación. La Zamoyski Academy, fue una academia fundada en el año 1594 por Jan Zamoyski, y que estuvo activa hasta el año 1784. Fue la tercera institución de grado alto fundado en todo el durante la época de la República de las Dos Naciones.
La Academia fue una institución que se consideraba entre un colegio de formación secundaria y una institución de altos estudios que otorgaba doctorados de filosofía y derecho. Fue conocida por el alto nivel de estudios que proporcionaba, pese a que no se extendió más allá de los nobles.
Después de la muerte de Zamoyski, poco a poco perdió su importancia y en 1784 su categoría fue rebajada a liceo. En la actualidad es llamado I Liceum Ogólnokształcące im. Jana Zamoyskiego es uno de los muchos institutos de secundaria que se pueden encontrar en Zamość.
En Zamość hay 9 institutos de formación secundario, 7 de ellos públicos y numerados del 1 al 7. Existe otro de formación católico y uno público. Además, existen 10 colegios de formación primaria, 8 públicos y numerados del 2 al 4 y del 6 al 10, y así mismo un colegio de formación católica y otro social.
Institutos
- I Liceum Ogólnokształcące im. Jana Zamoyskiego
- II Liceum Ogólnokształcąse im. M. Konopnickiej
- III Liceum Ogólnokształcące im. K. C. Norwida
- IV Liceum Ogólnokształcące im Armi Krajowej

Facultades
- Wyższa Szkoła Humanistyczno-Ekonomiczna im. Jana Zamoyskiego
- Wyższa Szkoła Zarządzania i Administracji
- Państwowa Wyższa Szkoła Zawodowa w Zamościu
- Zespół Kolegiów Nauczycielskich w Zamościu

## Clima
Según la clasificación Köppen la calificación de clima para Zamość es Clima continental húmedo.
| Parámetros climáticos promedio de Zamość (1991-2020) | Parámetros climáticos promedio de Zamość (1991-2020) | Parámetros climáticos promedio de Zamość (1991-2020) | Parámetros climáticos promedio de Zamość (1991-2020) | Parámetros climáticos promedio de Zamość (1991-2020) | Parámetros climáticos promedio de Zamość (1991-2020) | Parámetros climáticos promedio de Zamość (1991-2020) | Parámetros climáticos promedio de Zamość (1991-2020) | Parámetros climáticos promedio de Zamość (1991-2020) | Parámetros climáticos promedio de Zamość (1991-2020) | Parámetros climáticos promedio de Zamość (1991-2020) | Parámetros climáticos promedio de Zamość (1991-2020) | Parámetros climáticos promedio de Zamość (1991-2020) | Parámetros climáticos promedio de Zamość (1991-2020) |
| Mes                                                  | Ene.                                                 | Feb.                                                 | Mar.                                                 | Abr.                                                 | May.                                                 | Jun.                                                 | Jul.                                                 | Ago.                                                 | Sep.                                                 | Oct.                                                 | Nov.                                                 | Dic.                                                 | Anual                                                |
| ---------------------------------------------------- | ---------------------------------------------------- | ---------------------------------------------------- | ---------------------------------------------------- | ---------------------------------------------------- | ---------------------------------------------------- | ---------------------------------------------------- | ---------------------------------------------------- | ---------------------------------------------------- | ---------------------------------------------------- | ---------------------------------------------------- | ---------------------------------------------------- | ---------------------------------------------------- | ---------------------------------------------------- |
| Temp. máx. abs. (°C)                                 | 13.6                                                 | 17.6                                                 | 23.3                                                 | 28.3                                                 | 31.8                                                 | 35.4                                                 | 35.7                                                 | 35.7                                                 | 31.2                                                 | 25.6                                                 | 20.4                                                 | 17.2                                                 | 35.7                                                 |
| Temp. máx. media (°C)                                | 0.5                                                  | 2.7                                                  | 7.0                                                  | 14.2                                                 | 19.3                                                 | 23.3                                                 | 24.5                                                 | 24.6                                                 | 19.0                                                 | 12.6                                                 | 5.8                                                  | 1.7                                                  | 12.9                                                 |
| Temp. media (°C)                                     | -2.2                                                 | -0.5                                                 | 2.6                                                  | 8.6                                                  | 13.4                                                 | 17.4                                                 | 18.5                                                 | 18.3                                                 | 13.6                                                 | 8.2                                                  | 2.7                                                  | -0.7                                                 | 8.3                                                  |
| Temp. mín. media (°C)                                | -5.2                                                 | -3.5                                                 | -1.4                                                 | 3.1                                                  | 7.5                                                  | 11.4                                                 | 12.7                                                 | 12.3                                                 | 8.9                                                  | 4.4                                                  | -0.1                                                 | -3.2                                                 | 3.9                                                  |
| Temp. mín. abs. (°C)                                 | -31.6                                                | -34.4                                                | -27.9                                                | -7.8                                                 | -3.9                                                 | -1.0                                                 | 4.5                                                  | 0.5                                                  | -6.0                                                 | -9.6                                                 | -25.4                                                | -27.0                                                | -34.4                                                |
| Precipitación total (mm)                             | 20.9                                                 | 28.8                                                 | 32.4                                                 | 47.0                                                 | 73.1                                                 | 63.7                                                 | 87.9                                                 | 49.1                                                 | 74.3                                                 | 53.7                                                 | 32.0                                                 | 30.7                                                 | 593.6                                                |
| Nevadas (cm)                                         | 135.8                                                | 170.5                                                | 120.7                                                | 14.1                                                 | 0                                                    | 0                                                    | 0                                                    | 0                                                    | 0                                                    | 0.4                                                  | 61.7                                                 | 95.3                                                 | 598.5                                                |
| Días de lluvias (≥ 1 mm)                             | 6.1                                                  | 7.1                                                  | 7.9                                                  | 7.5                                                  | 9.6                                                  | 7.9                                                  | 9.9                                                  | 7.8                                                  | 8.1                                                  | 7.9                                                  | 7.3                                                  | 7.3                                                  | 94.4                                                 |
| Días de nevadas (≥ 1 mm)                             | 14.7                                                 | 12.7                                                 | 6.6                                                  | 1.7                                                  | 0                                                    | 0                                                    | 0                                                    | 0                                                    | 0                                                    | 0.3                                                  | 6.8                                                  | 12.9                                                 | 55.7                                                 |
| Horas de sol                                         | 48.9                                                 | 67.1                                                 | 124.1                                                | 177.8                                                | 231.4                                                | 237.3                                                | 251.7                                                | 240.7                                                | 163.5                                                | 117.3                                                | 55.4                                                 | 38.6                                                 | 1753.8                                               |
| Humedad relativa (%)                                 | 85.2                                                 | 82.4                                                 | 76.5                                                 | 70.8                                                 | 73.6                                                 | 74.4                                                 | 74.4                                                 | 75.0                                                 | 80.4                                                 | 83.0                                                 | 86.3                                                 | 86.5                                                 | 79                                                   |
| Fuente: Promedios y totales mensuales                |                                                      |                                                      |                                                      |                                                      |                                                      |                                                      |                                                      |                                                      |                                                      |                                                      |                                                      |                                                      |                                                      |

## Figuras destacadas de Zamość
- Juan Zamoyski fundador, de Zamość
- Joseph Epstein
- Marek Grechuta
- Bronisław Huberman
- Rosa Luxemburg
- Isaac Leib Peretz
- Gryzelda Konstancja Zamoyska
- Jan "Sobiepan" Zamoyski
- Marta Dzwigaj
- Czesława Kwoka

## Ciudades hermanadas
- Bardejov
- Loughborough
- Schwäbisch Hall
- Sumy
- Zhovkva
- Sighisoara